# Lady Marmalade (Sabrina Salerno)
Lady Marmalade è il secondo singolo della cantante pop italiana Sabrina Salerno, estratto dal suo omonimo album di debutto Sabrina, pubblicato nel 1987; si tratta di una cover di Lady Marmalade, successo delle Labelle.
In Francia e nei Paesi Bassi è stata pubblicata con il titolo Voulez-vous coucher avec moi? (Lady Marmalade) nel 1988.

## Tracce
7" maxi
1. Lady Marmalade – 3:55
2. Boys, Hot Girl, Sexy Girl (7" megamix) – 4:10

12" maxi
1. Lady Marmalade (12" remix) – 5:57
2. Boys, Hot Girl, Sexy Girl (12" megamix) – 6:04

CD maxi
1. Lady Marmalade (12" remix) – 6:08
2. Boys, Hot Girl, Sexy Girl (megamix) – 6:04
3. Lady Marmalade – 3:55

- Remixato da Peter Vriends
- Prodotto da Claudio Cecchetto

## Classifiche
| Classifica (1988) | Posizione massima |
| ----------------- | ----------------- |
| Francia           | 41                |
| Paesi Bassi       | 40                |